# Ганс Бюннінг
Ганс Бюннінґ (нім. Hans Bünning; 26 листопада 1912, Кіль — 19 листопада 1996, Нюрнберг) — офіцер військ СС, оберштурмбаннфюрер СС. Кавалер Німецького хреста в золоті.

## Нагороди
- Знак учасника зльоту СА в Брауншвейзі 1931 (1931)
- Нагрудний знак Німецькоі асоціації порятунку життя в бронзі
- Почесний кут старих бійців (лютий 1934)
- Йольський свічник
- Кільце «Мертва голова»
- Почесна шпага рейхсфюрера СС
- Спортивний знак СА в бронзі

### Друга світова війна
- Залізний хрест
  - 2-го класу (червень 1940)
  - 1-го класу (липень 1941)
- Нагрудний знак «За поранення»
  - чорний (1940)
  - срібний (квітень 1941)
- Нагрудний знак «За участь у загальних штурмових атаках» (9 травня 1942)
- Медаль «За зимову кампанію на Сході 1941/42» (1 вересня 1942)
- Німецький хрест в золоті (8 грудня 1942) — як гауптштурмфюрер СС 1-ї батареї 1-го дивізіону 5-го артилерійського полку 5-ї панцергренадерської дивізії СС «Вікінг».
- Сертифікат Пошани Головнокомандувача Сухопутних військ Вермахту (25 грудня 1944) — як оберштурмбаннфюрер СС і командир 5-го танково-артилерійського полку 5-ї танкової дивізії СС «Вікінг».